# Keshi

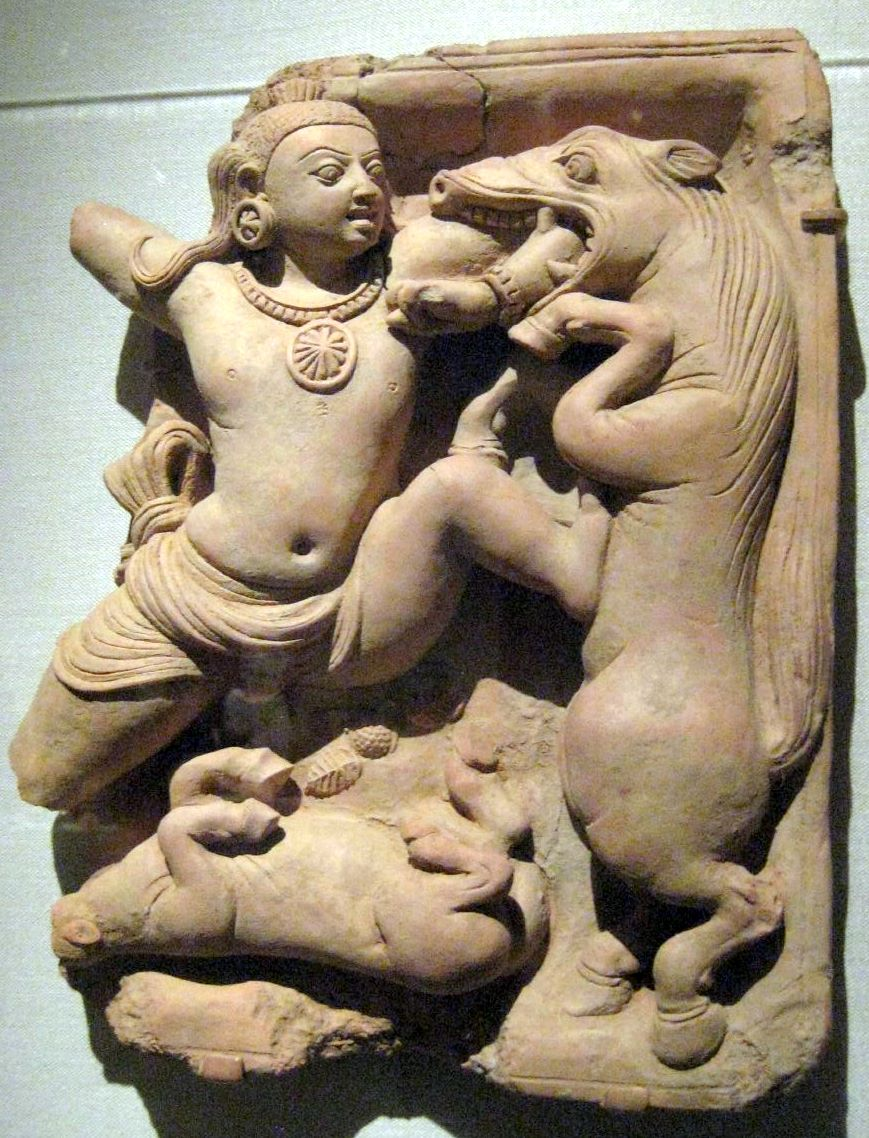
Krishna a matar o cavalo demoníaco Keshi; período Gupta (ca. 321-500), Metropolitan Museum of Art

Keshi ou Kesi, na mitologia hindu (em sânscrito:  केशी; Keśi, nominativo singular masculino de Keśin, literalmente "cabelos compridos") é um asura de figura zoomórfica cuja representação toma a forma de um cavalo, morto por Krishna, um avatar do deus Vishnu. O demônio foi enviado pelo maléfico tio de Krishna, que estava predestinado a morrer nas mãos dele.
O relato do assassinato de Keshi é descrito nos textos purânicos de Bhagavata Purana, Vishnu Purana e Harivamsa. Nessas escrituras, Krishna é frequentemente exaltado como Keshava — o assassino de Keshi. Teorias sugerem diferentes conceitos sobre as origens de Keshi que variam desde um demônio das doenças infantis, a histórias inspiradas no feito do herói grego Hércules que mata os cavalos de Diomedes.

## Lenda

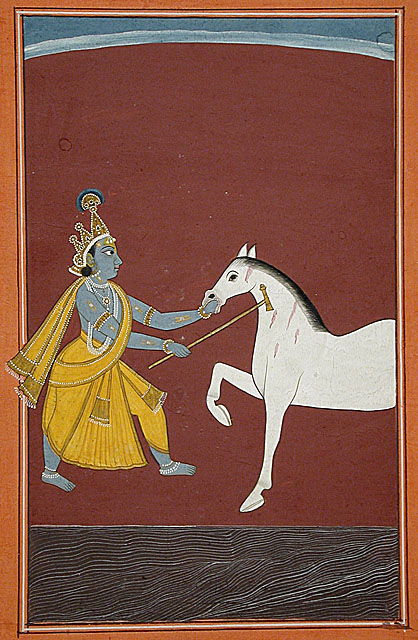
Imagem de Krishna matando o demônio Keshi. Realizada próximo a 1750, por autor desconhecido.

A lenda de Keshi é recontada no décimo livro da Bhagavata Purana (entre 500 dC - 1000 dC). Kamsa, o rei do malvado de Mathura e tio materno de Krishna, destina-se a ser morto por Krishna. Na tentativa de evitar a sua morte, Kamsa envia uma série de demónios para Gokula, onde Krishna se encontra com os seus pais adoptivos. Depois de Krishna mata o touro demoniaco Arishta, o divino sábio Narada confirma a Kamsa que Krishna é a sua irmã da criança de Devaki e que a menina que Kamsa havia matado, confundindo-a com o filho de Devaki, era, na verdade a filha de Yashoda, mãe adotiva de Krishna. Enfurecido ao ouvir isso, Kamsa chama o demônio Keshi e ordena-o a que mate Krishna e o seu irmão Balarama.
Keshi assume a forma de um enorme cavalo, que galopa à velocidade dos pensamentos, consome a terra com seus cascos e espalha partículas celestiais e nuvens no céu com sua crina. O seu relincho aterroriza as pessoas. Krishna desafia Keshi para um duelo, enquanto o cavalo cria um alvoroço em torno Gokula. Keshi ruge como um leão e avança em direção a Krishna, atingindo-o com os seus cascos. Krishna agarra as duas pernas de Keshi e atira-o a uma longa distância. Recuperado da queda, Keshi frenético abre a boca e ataca Krishna. Assim que Krishna força o seu braço esquerdo para a boca de Keshi, todos os dentes de Keshin caem. O braço de Krishna expande-se, e Keshi sufoca até a morte, como o suor flui de seu corpo, seu olhos reviram e ele esforça-se por pontapear os seus pés. Assim que Keshi cai sem vida no chão, assumindo a sua verdadeira forma demoniaca, os deuses e Narada exaltam Krishna. Narada em aplauso graças a Krishna por ter morto com facilidade o cavalo-demónio, cujo tão só relinchar direccionou os deuses ao abandono do céu. Ele profetiza ainda mais os grandes feitos que Krishna irá realizar, incluindo o assassinato de Kamsa.